# Mikołaj Dowgielewicz
Mikołaj Marek Dowgielewicz (ur. 23 października 1972 w Gorzowie Wielkopolskim) – polski urzędnik państwowy, w latach 2007–2009 sekretarz stanu w Urzędzie Komitetu Integracji Europejskiej, w latach 2010–2012 sekretarz stanu w Ministerstwie Spraw Zagranicznych.

## Życiorys
Studiował na Wydziale Nauk Społecznych Uniwersytetu Warszawskiego, następnie prawo i politologię na University of Hull w Wielkiej Brytanii.
W latach 1998–2000 pracował w gabinecie politycznym ministra spraw zagranicznych, następnie do 2003 był kolejno doradcą przewodniczącego sejmowej Komisji Prawa Europejskiego i szefem serwisu akademickiego w Kolegium Europejskim. Działał w Unii Wolności (był także członkiem władz jej młodzieżówki „Młodzi Demokraci”). W 2001 zasiadał w radzie politycznej tej partii oraz bez powodzenia ubiegał się z jej ramienia o mandat poselski. W 2003 został zatrudniony w Brukseli, gdzie był m.in. doradcą przewodniczącego Parlamentu Europejskiego i rzecznikiem prasowym Komisji Europejskiej ds. Stosunków Instytucjonalnych i Komunikacji Społecznej.
Od 18 grudnia 2007 do 31 grudnia 2009 był sekretarzem stanu w Urzędzie Komitetu Integracji Europejskiej i wiceprzewodniczącym Komitetu Europejskiego Rady Ministrów, od 16 stycznia 2008 do 31 grudnia 2009 był też sekretarzem Komitetu Integracji Europejskiej. 15 lipca 2008 został pełnomocnikiem rządu ds. polskiej prezydencji w UE. 1 stycznia 2010 powołany na stanowisko sekretarza stanu ds. europejskich w Ministerstwie Spraw Zagranicznych.
30 marca 2012 został wicegubernatorem Banku Rozwoju Rady Europy do spraw państw docelowych (od 2 maja 2012). W związku z tą nominacją 26 kwietnia 2012 został odwołany z funkcji rządowych. W 2015 został przedstawicielem Europejskiego Banku Inwestycyjnego przy Unii Europejskiej.

## Odznaczenia i nagrody
- Krzyż Oficerski Orderu Odrodzenia Polski – 2012[6][7]
- Krzyż Komandorski Orderu Zasługi, Węgry – 2012[8][7]
- Komandor z Gwiazdą Orderu Izabeli Katolickiej, Hiszpania – 2012[7]
- Nagroda im. Władysława Grabskiego przyznana przez Konfederację Lewiatan – 2012